# Hypoxis neliana
Hypoxis neliana là một loài thực vật có hoa trong họ Hypoxidaceae. Loài này được Schinz mô tả khoa học đầu tiên năm 1926.